# عائلة اللغات العربية
تتكون العائلة اللغوية العربية من جميع أحفاد اللغة البدائية العربية:
- اللغة العربية التراثية وما اشتق منها، والتي تتضمن:
  - اللغة العربية الفصحى واللهجات العربية (أيزو 639-3 ara).
  - مختلف اللهجات اليهودية-العربية (أيزو 639-3 jrb).
  - اللغة المالطية.
- القديمة أو العربية الشمالية القديمة (أيزو 639-3 xna)، وعدد من اللهجات المنقرضة وثيقة الصلة بها عند العرب قبل الإسلام، والتي تتضمن:
  - الصفائية.
  - الديدانية/اللحيانية.
  - الثمودية.
  - اللغة العربية النبطية.

يوحد موقع لغات العالم الكنعانية والعربية في مجموعة اللغات السامية الجنوبية الوسطى مع الآرامية وتشكيل معا اللغات السامية الوسطى، ولكن الأكثر شيوعا توحيد الآرامية والكنعانية كلغات سامية شمالية غربية.